# Saint-Denoual
Saint-Denoual település Franciaországban, Côtes-d’Armor megyében. Lakosainak száma 490 fő (2022. január 1.). Saint-Denoual Hénanbihen, Hénansal, Landébia, Plédéliac és Quintenic községekkel határos.

## Népesség
A település népessége az elmúlt években az alábbi módon változott:
| Lakosok száma | 369  | 342  | 362  | 388  | 423  | 440  | 464  | 474  | 479  | 490  |
|               | 1968 | 1982 | 1990 | 2006 | 2013 | 2015 | 2017 | 2019 | 2020 | 2022 |